# Dolmen dels Collets de Cotlliure
El dolmen dels Collets de Cotlliure és un megàlit de l'època neolítica del terme comunal d'Argelers, a la comarca del Rosselló (Catalunya Nord).
Es troba a la zona centreoriental del terme comunal, dalt d'una carena al sud i a prop de la cova de l'Alarb, i al sud-est del Mas d'en Reda, a la carena que separa la vall del Rec de l'Abat de la del Còrrec de la Coma Fosca, al peu del camí dels Collets de Cotlliure (d'on ve el nom del dolmen).

## Característiques
Fou descobert per Pere Ponsich. És un dolmen simple, del tipus de caixa megalítica tancada.